# Polygonum aridum
Polygonum aridum är en slideväxtart som beskrevs av Boiss. & Hausskn.. Polygonum aridum ingår i släktet trampörter, och familjen slideväxter. Inga underarter finns listade i Catalogue of Life.